# Jésonville
Jésonville è un comune francese di 131 abitanti situato nel dipartimento dei Vosgi nella regione del Grand Est.

## Società

### Evoluzione demografica
Abitanti censiti